# Federação de Voleibol da Armênia
A Federação de Voleibol da Armênia  (em armênio:Հայաստանի վոլեյբոլի ֆեդերացիա VFA) é  uma organização fundada em 1991 que governa a pratica de voleibol em Armênia, sendo membro da Federação Internacional de Voleibol e da Confederação Européia de Voleibol, a entidade é responsável por  organizar  os campeonatos nacionais de  voleibol masculino e feminino no país.